# Хонъимбо
Хонъимбо (яп. 本因坊 хонъимбо:, встречается неправильные транскрипции Хонимбо, Хонинбо) — один из старейших титулов в японском го, одновременно — фамилия и название дома (семьи) го в средневековой Японии.

## Основание
Когда в конце XVI — начале XVII века в Японии началось бурное развитие го, были основаны четыре школы го, называемые в Японии домами или семьями — Хонъимбо, Иноуэ, Ясуи и Хаяси. Главой первого из домов го стал Никкай — монах, учитель Оды Нобунаги, выигравший в 1588 году первый турнир на звание лучшего игрока страны.
Став во главе школы, Никкай поменял имя на Хонъимбо Санса. Так в школе Хонъимбо сложилась традиция: глава школы принимал новое имя, а впоследствии выбирал из числа лучших мастеров своей школы преемника, который «по наследству» получал пост главы школы и, заняв его, в свою очередь менял имя. В результате к фамилии Хонъимбо стали прибавлять ещё и порядковый номер. Передача титула Хонъимбо по наследству продолжилась до середины XX века. 21-м и последним наследственным Хонъимбо был Хонъимбо Сюсай, носивший также титул мэйдзин.

## Список наследственных Хонъимбо
- 1-й Хонъимбо, Санса (算砂, 1612—1623)
- 2-й Хонъимбо, Санъэцу (算悦, 1630—1658)
- 3-й Хонъимбо, Доэцу (道悦, 1658—1677)
- 4-й Хонъимбо, Досаку (道策, 1677—1702)
  - 跡目 Хонъимбо, Дотэки (道的)
  - 跡目 Хонъимбо, Сакугэн (策元)
- 5-й Хонъимбо, Доти (道知, 1702—1727)
- 6-й Хонъимбо, Тихаку (知伯, 1727—1733)
- 7-й Хонъимбо, Сюхаку (秀伯, 1733—1741)
- 8-й Хонъимбо, Хакугэн (伯元, 1741—1754)
- 9-й Хонъимбо, Сацугэн (察元, 1754—1788)
- 10-й Хонъимбо, Рэцугэн (烈元, 1788—1808)
- 11-й Хонъимбо, Гэндзё (元丈, 1809—1827)
- 12-й Хонъимбо, Дзёва (丈和, 1827—1839)
- 13-й Хонъимбо, Дзёсаку (丈策, 1839—1847)
- 14-й Хонъимбо, Сюва (秀和, 1847—1873)
  - 跡目 Хонъимбо, Сюсаку (秀策)
- 15-й Хонъимбо, Сюэцу (秀悦, 1873—1879)
- 16-й Хонъимбо, Сюгэн (秀元, 1879—1884)
- 17-й Хонъимбо, Сюэй (秀栄, 1884—1886)
- 18-й Хонъимбо, Сюхо (秀甫, 1886)
- 19-й Хонъимбо, Сюэй (秀栄, 1887—1907)
- 20-й Хонъимбо, Сюгэн (秀元, 1907—1908)
- 21-й Хонъимбо, Сюсай (秀哉, 1908—1940)

Хонъимбо Сюсаку (1829—1862) был избранным наследником и должен был стать 15-м Хонъимбо, но не успел — умер во время эпидемии.

## Возрождение титула
Изменения в профессиональном го Японии, произошедшие в первой половине XX века, сделали «наследственную» систему передачи титула нежизнеспособной. В 1936 году 21-й Хонъимбо Сюсаи передал свой титул Нихон Киин, чтобы федерация присвоила его игроку, выигравшему турнир лучших профессионалов, и определила дальнейший порядок розыгрыша титула. 
К 1941 году порядок проведения турнира был определён. Спонсором выступила газета «Майнити». Устроителям пришлось решить ряд проблем организационного свойства: не все сильнейшие игроки приняли нововведения, прежде всего, коми и контроль времени. Вследствие этого было принято решение играть финальный матч без коми. Контроль времени был очень велик — на последнем отборочном этапе каждому игроку отводилось на партию 13 часов, причём для Тамэдзиро Судзуки 7-го дана время было персонально увеличено до 16 часов.
Кандидатом на титул мог выступить любой игрок Нихон Киин не ниже 4-го дана. Турнир проводился в несколько этапов:
1. Турнир 4-х данов.
2. Турнир 5-х данов, в котором участвует победитель турнира 4-х данов.
3. Турнир 6-х данов, в котором участвует победитель турнира 5-х данов.
4. Турнир четверых победителей турнира 6-х данов совместно с четырьмя лучшими 7-ми данами (следует иметь в виду, что на описываемый момент даны японским игрокам го присваивались, по старой традиции, весьма скупо. Игроков ни 8-го, ни 9-го дана не было, лучшие игроки имели 6—7 дан).
5. Матч из 6 партий между двумя победителями турнира лучших, а если счёт окажется 3-3, то победителем признаётся тот, кто показал лучший результат в отборочном турнире.

Фаворитами турнира считались Го Сэйгэн и Минору Китани, однако, ко всеобщему удивлению, они заняли в отборочном турнире только третье и пятое места. Финальный матч игрался между Риити Сэкиямой (6 дан) и Сином Като (7 дан). Он закончился со счётом 3-3 — во всех партиях победили чёрные. Имея лучшие результаты в турнире, Риити Сэкияма был объявлен победителем. Он получил титул Хонъимбо и, продолжая старую традицию, поменял имя, став Хонъимбо Рисэном. С этого момента начался отсчёт нового титула Хонъимбо.

## Современное состояние
До 1950 года розыгрыш титула Хонъимбо проводился раз в два года, затем турнир стал ежегодным. Правила розыгрыша следующие:
- Чтобы стать претендентом на титул, игрок должен сначала войти в Лигу Хонъимбо, состоящую из 8 игроков.
- Ежегодно проводится турнир лиги. Победитель становится претендентом, а четверо набравших наименьшее число очков покидают Лигу.
- Места ушедших игроков Лиги занимают победители четырёх отборочных турниров, проводимых по олимпийской системе.
- Матч за титул состоит из 7 партий (матч играется до 4 побед одного из игроков). Контроль времени — 9 часов каждому игроку.

Победитель матча получает титул и гонорар в размере 175000 долларов США.
По состоянию на 2017 год обладателем титула является Юта Ияма.

## Почётный Хонъимбо
По решению Нихон Киин, игрок, который победил в розыгрыше титула Хонъимбо 5 или более раз подряд (что делает его Почётным Хонъимбо), может называться Хонъимбо независимо от того, удерживает ли он титул в настоящее время, и входит в ряд «наследственных» Хонъимбо под соответствующим номером. Таковыми сейчас являются:
- 22-й Хонъимбо Каку Такагава (выигрывал титул 9 раз подряд),
- 23-й Хонъимбо Эйо Саката (выигрывал титул 7 раз подряд),
- 24-й Хонъимбо Ёсио Исида (выигрывал титул 5 раз подряд),
- 25-й Хонъимбо Тё Тикун (выигрывал титул 10 раз подряд).
- 26-й Хонъимбо Юта Ияма (выигрывал титул 6 раз подряд).

## Интересные факты
- Во время одного из матчей за титул Хонъимбо соперники едва не были уничтожены ядерным взрывом.